# Especificación celular en el desarrollo
La especificación celular ocurre cuando una célula comprometida puede diferenciarse autónomamente en un ambiente neutro, como lo es una caja de petri o un tubo de ensayo.

## Introducción
Se sabe que el desarrollo de tipos de células especializadas se conoce como diferenciación. Sin embargo, este desarrollo no ocurre inmediatamente, sino que antes hay un proceso en el que cambios en bioquímica y función resultan en un compromiso de la célula a ser de cierto tipo. En este punto, aunque las células no difieren fenotípicamente, su destino de desarrollo ya está restringido.
El proceso del compromiso se puede dividir en dos pasos. El primer paso es la especificación. Sin embargo, a este punto el compromiso aún es reversible. El segundo paso del compromiso celular es la determinación. Se dice que una célula o tejido está determinado cuando esta es capaz de diferenciarse autónomamente incluso cuando es puesta en otra región del embrión. Si es capaz de diferenciarse de acuerdo a su destino original incluso bajo estas circunstancias, se asume que el compromiso es irreversible.
Hay tres tipos de especificación celular:

## Especificación autónoma
Se han descrito tres modos básicos de compromiso celular. El primero se llama especificación autónoma. En este caso, si se remueve un blastómero particular de un embrión en su desarrollo temprano, ese blastómero producirá el mismo tipo de células que hubiera producido  si aún formara parte del embrión. Además, el embrión de donde se tomó el blastómero no tendrá  esas células que hubiera producido ese blastómero. La especificación autónoma da origen a un patrón de embriogénesis conocido como desarrollo en mosaico, puesto que parece que el embrión es construido como un mosaico de partes independientes, auto diferenciables. Embriones de invertebrados, especialmente los de moluscos, anélidos, y tunicados, tienen especificación autónoma para determinar el destino de sus células. En estos embriones, los determinantes morfogenéticos (proteínas o RNAmensajeros) son puestos en diferentes regiones del citoplasma del óvulo y son porcionados en las diferentes células mientras el embrión se divide.

## Especificación sincitial
Muchos insectos se basan en la especificación sincitial para comprometer las células a su destino. En embriones tempranos de estos insectos, la división celular no ocurre en su totalidad. El núcleo se divide en el citoplasma del óvulo, creando muchos núcleos dentro de una célula grande. Un citoplasma que tiene muchos núcleos se conoce como sincitio. Sin embargo, el citoplasma del óvulo no es uniforme, pues la parte anterior del citoplasma es marcadamente diferente de la posterior. Aquí, las interacciones de especificación sincitial no ocurren entre células, sino entre las diferentes partes de la misma célula.
El caso más conocido de especificación sincitial es el de Drosophila. Experimentos han demostrado que cada núcleo de Drosophila tiene información posicional ( si  va formar parte del lado anterior, posterior o mitad del cuerpo) que es dada por proteínas llamadas morfógenos. Los morfógenos son producidos en sitios específicos del embrión, y pueden difundirse a grandes distancias creando gradientes de concentración, donde la mayor concentración es el punto de síntesis y se hace más baja a medida que el morfógeno difunde y degrada con el tiempo. La concentración de morfógenos específicos en un sitio en particular le dice a las células donde están en relación con el sitio de síntesis de estos. La parte más anterior del embrión de  Drosophila produce una proteína morfogenética llamada Bicoid, y la parte más posterior produce una proteína llamada Nanos. La concentración de Bicoid es mayor en el lado anterior y disminuye en el posterior, mientras que la proteína Nanos es mayor en el lado posterior y decrece en el anterior.  Los núcleos en el citoplasma sincitial de Drosophila serán guiados entonces por la tasa Bicoid:Nanos. Los que se encuentren en regiones con mucho Bicoid y poco Nanos activaran los genes necesarios para producir la cabeza, los que estén en regiones con poco Nanos y poco Bicoid activaran los genes para generar el tórax, y los que se localicen en regiones con poco Bicoid y mucho Nanos formaran las estructuras de la parte abdominal.

## Especificación condicional
El tercer modo de compromiso celular involucra interacciones entre células vecinas. En este tipo de especificación, cada célula tiene originalmente la capacidad de convertirse en cualquiera de muchos tipos de células. Sin embargo, las interacciones de una célula con otras células restringen el destino de una o más de las participantes. Este modo de compromiso se llama especificación condicional porque el destino de una célula depende de las condiciones en las que esta se encuentre. 
Si un blastómero se remueve de un embrión temprano que tenga especificación condicional, las células embrionarias que quedan alteran su destino y compensan los roles de las células removidas. El blastómero aislado puede también dar origen a una  variedad de tipos de células. Por lo tanto, la especificación condicional da origen a un patrón de embriogénesis llamado desarrollo regulativo. Este patrón es visto en la mayoría de embriones de vertebrados, y es crítico en el desarrollo de gemelos idénticos. En la formación de estos gemelos, las células en estado de clivaje de un solo embrión se dividen en dos grupos, y cada grupo de células produce un individuo completamente desarrollado.